# Matthias Grünberg

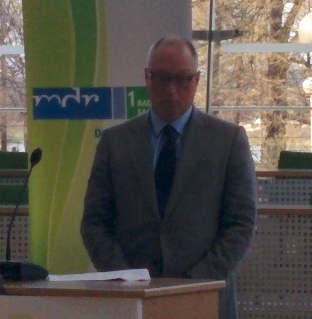
Matthias Grünberg (2016)

Matthias Grünberg (* 10. März 1961 in Mannheim) ist ein deutscher Jurist und Richter. Er ist seit dem 1. Januar 2008 Vizepräsident des Sächsischen Oberverwaltungsgerichtes und seit dem 1. August 2020 Präsident des Sächsischen Verfassungsgerichtshofes.

## Leben
Grünberg begann seine berufliche Laufbahn 1991 in Karlsruhe. Im Rahmen der Patenschaft des Landes Baden-Württemberg für den Aufbau der Justiz im Freistaat Sachsen wechselte er zum 1. Januar 1994 an das Sächsische Staatsministerium der Justiz. Mit Wirkung vom 1. Januar 1996 nahm Grünberg eine Tätigkeit als Richter am Verwaltungsgericht Dresden auf. 1998 wechselte Grünberg an das Sächsische Oberverwaltungsgericht, wo am 15. August 1998 die Ernennung zum Richter am Sächsischen Oberverwaltungsgericht erfolgte.
Zwischen Mai 2000 bis Oktober 2004 leitete er das Referat für die Juristischen Staatsprüfungen im  Sächsischen Staatsministerium der Justiz. Nach seiner Ernennung zum Präsidenten des Sozialgerichtes in Dresden am 1. November 2004 übernahm der Jurist zum 1. Januar 2008 das Amt des Vizepräsidenten des Sächsischen Oberverwaltungsgerichtes.
Neben seiner Tätigkeit am Sächsischen Oberverwaltungsgericht ist Grünberg Lehrbeauftragter am Lehrstuhl für Öffentliches Recht unter besonderer Berücksichtigung von Umwelt- und Technikrecht der Technischen Universität Dresden.
Grünberg wurde am 10. Juni 2020 im Sächsischen Landtag mit 98 Stimmen zum Präsidenten des Verfassungsgerichtshofs Sachsen gewählt. Er trat zum 1. August 2020 als Nachfolger von Birgit Munz sein Amt an.
Grünberg ist Beisitzer im Vorstand des Landesarbeitskreises christlich-demokratischer Juristen im Freistaat Sachsen, der sich für eine Stärkung der Gerichtsbarkeit einsetzen will.